# Раймунд Шмідт
Раймунд Шмідт (нім. Rajmund Schmidt; 1834 — 1901) — адвокат, бургомістр Тернополя німецького походження. 

## Життєпис
Народився 1834 року. Перший бургомістр Тернополя, якого обрали згідного крайового статуту Королівства Галичини і Володимирії про міське самоврядування від 1866 року, а не призначали, як його попередників: обраний 8 квітня 1868 року, на посаді перебував до 18 листопада 1872 року — , Був одружений з Емілією Вурст, мав сина Йозефа Раймунда (12.8.1866, Тернопіль — 17.9.1930, там само) — доктора права, судді в Тернополі з 1902 року, президента Тернопільської філії польського гімнастичного товариства «Сокіл» (пол. Sokół), посла Галицького сейму, очільник комітету ідейних в'язнів українських часів, радного Тернополя. Помер Раймунд Шмідт 1901 року.